# 克蘭普斯巴赫河
51°55′6″N 8°37′54″E / 51.91833°N 8.63167°E

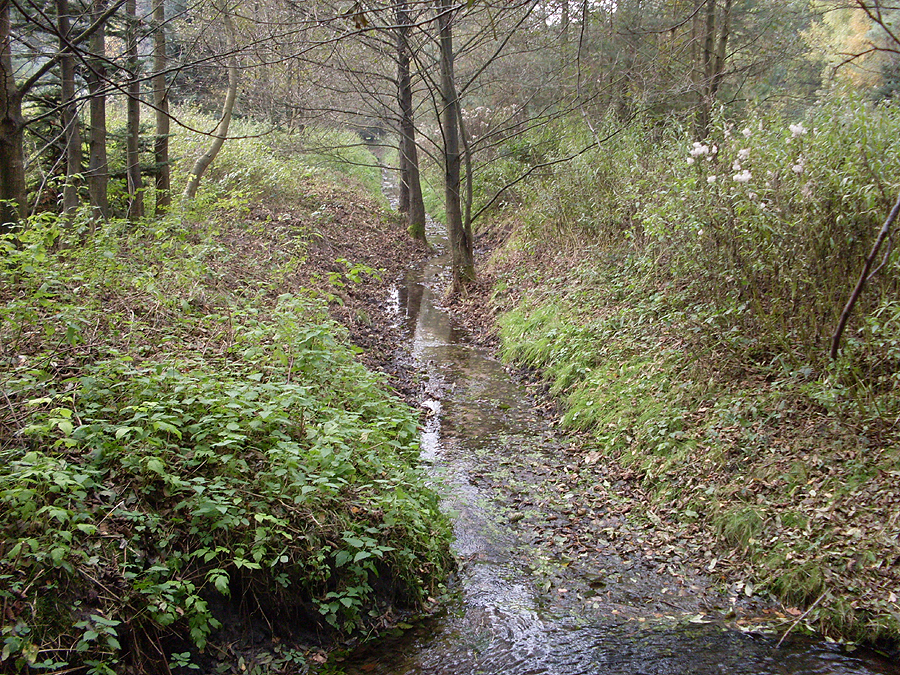

克蘭普斯巴赫河（德語：Krampsbach），是德國的河流，位於該國西部，處於北萊茵-威斯特法倫州，屬於蘭德巴赫河的右支流，河道全長1.2公里，河畔城鎮有厄靈豪森和施洛斯霍爾特-施圖肯布羅克。